# Distanzstein (Grube Ferdinande)

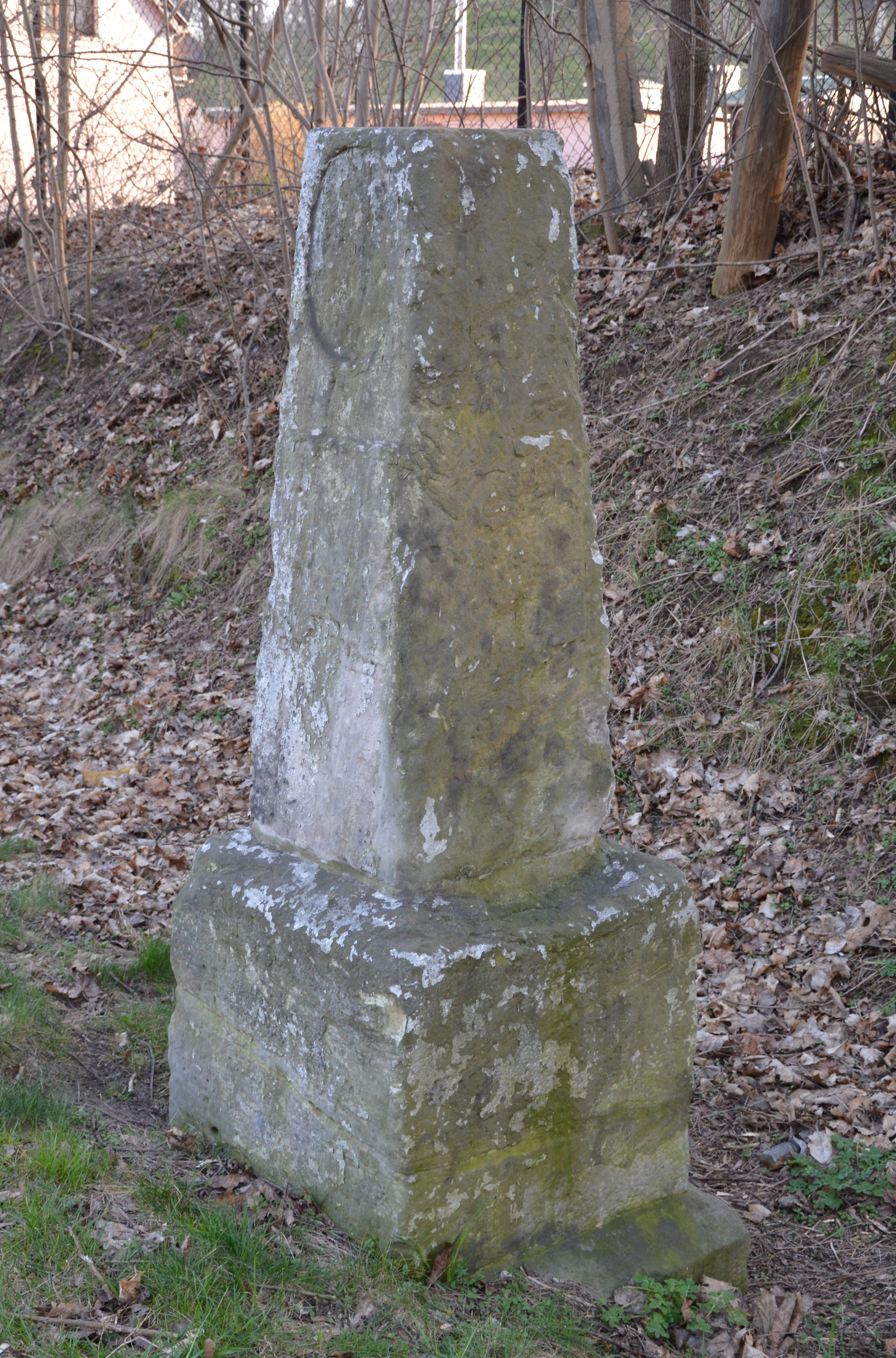
Distanzstein, Blick von Norden

Der Distanzstein ist ein denkmalgeschützter Meilenstein im zur Gemeinde Petersberg gehörenden Ortsteil Grube Ferdinande in Sachsen-Anhalt.

## Lage
Er befindet sich am nördlichen Ortseingang von Grube Ferdinande, auf der Westseite der Magdeburger Chaussee, die Teil der L 50 von Halle (Saale) zum nördlich gelegenen Morl und darüber hinaus in Richtung Magdeburg führt. Der Distanzstein befindet sich 10 preußischen Meilen von Magdeburg entfernt.

## Gestaltung und Geschichte
Bei dem Distanzstein handelt es sich um einen preußischen Ganzmeilenobelisk des Magdeburger Typs. Er wurde in der Zeit um 1800 an der von Magdeburg nach Halle (Saale) führenden Chaussee errichtet. Im örtlichen Denkmalverzeichnis ist er als Distanzstein eingetragen.